# مايكل كابوبيانكو
مايكل كابوبيانكو (بالإنجليزية: Michael Capobianco)‏ (12 نوفمبر 1950، واشنطن العاصمة في الولايات المتحدة)؛ روائي أمريكي.